# Jama Music
Jama Music  — Grupo de pop-rock uzbeko creado en 2003 por estudiantes del Conservatorio Estatal de Uzbekistán en Taskent. Los fundadores del conjunto y sus primeros intérpretes son Jamshid Shodiyev y Jamshid Ghafarov (el nombre del conjunto se toma del nombre de los participantes: "Jama"). El grupo ha recibido varios premios y nominaciones, incluido el Premio Tarona y dos Premios Golden Note, tres Premios RizaNova, siete Premios NTT, En 2011, el grupo recibió el premio estatal "Doʻstlik".
El grupo debutó en 2003 como un pequeño grupo de 2 miembros, lanzando música en los idiomas uzbeko, tayiko y kazajo. Los álbumes posteriores también tuvieron éxito y Jama Music se convirtió en el grupo más influyente entre 2004 y 2005, según la revista Uzbek Darakchi. También han sido nombrados por varias publicaciones como una de las bandas de chicos más grandes de Uzbekistán y están a la vanguardia de la supremacía pop rock, con coreografías nítidas combinadas con canciones creadas por los talentosos compositores y productores de Jama Music y pulidas con sus personalidades.

## Historia

### Formación y antecedentes
A fines de 2003, un estudiante del Liceo Académico Jamshid Shodiyev y su amigo Jamshid Gafarov decidieron crear un conjunto vocal-instrumental (VIA) en la ola Jama Music. En 2004, el grupo Jama Music inició su actividad en la música pop uzbeka. La canción "Aylantirma Gapni" compuesta por el poema de Jamshid Shodiyev, miembro del grupo, trajo éxito al grupo. Las canciones del primer álbum "Kora-Kashim" en 2004 siguen siendo de gran importancia. Sus videos musicales de las canciones "Senga" y "Dónde estás" a principios de 2005 llamaron la atención de todos con su modernidad. Las canciones "Kel bir bor" cantadas con Davron Ergashev y "Yana" cantadas con Rashid Khalikov trajeron una gran popularidad. El 31 de agosto de 2006, en las celebraciones de los 10 años de Tarona Records, que tuvo lugar en el Palacio de la Amistad de los Pueblos, (Jamshid Shodiev) interpretó la canción "Senga" escrita por él y mostró su verdadero talento. La composición "Kayda bor" interpretada en 2007 también recibió aplausos. El grupo Jama Music lleva un tiempo trabajando con el estudio Tarona Records. En Uzbekistán, trabaja junto con su jefe Ravshan Yuldashev, un famoso productor. Desde 2008, ha estado interpretando canciones populares en la dirección de pop-folks. Desde 2008, ha estado interpretando canciones populares en la dirección de pop-folks. El estado y el estilo de las canciones populares del grupo se han desviado de las tradiciones y la estilística del canto, y se ha prestado más atención a lograr el acompañamiento de la voz a la música. Sin embargo, su contribución a la resonancia de las canciones populares uzbekas a escala mundial es incomparable. Contribuye al desarrollo posterior del grupo.

## Integrantes

### Activos
- Jamshid Shodiyev
- Jamshid Gafarov
- Botir Husonbaev
- Jasur Badalbaev
- Mirshod
- Khamid Niazmov
- Moʻmin Rizo
- Shohruxkhan
- Ruslan Mirzaev
- Azamat
- Izatillo Nomozvich
- Umidkhan

## Discografía

### Álbum de estudio
- 2004: Aylantirmagin gapni
- 2005: Qayda bor
- 2007: Senga
- 2008: Seni sevaman
- 2009: Bobo
- 2010: Faryod
- 2011: Qanday unutay
- 2012: Dil devona

## Premios y nominaciones
| Año  | Premio                                     | Categoría                             | Música              | Resultado |
| ---- | ------------------------------------------ | ------------------------------------- | ------------------- | --------- |
| 2003 | Tarona Premios                             | El grupo más joven del año.           |                     | Ganador   |
| 2004 | Tarona Premios                             | La mejor banda del año.               | Aylantirmagin gapni | Ganador   |
| 2004 | Premio Nota de Oro                         | El mejor grupo de Uzbekistán          | Aylantirmagin gapni | Ganador   |
| 2004 | NTT Premios                                | El mejor grupo de presentación de NTT | Aylantirmagin gapni | Ganador   |
| 2005 | Golden globe                               | Mejor canción de éxito del año.       | Qayda bor           | Ganador   |
| 2005 | Premio Nota de Oro                         | La mejor banda del año.               | Qayda bor           | Ganador   |
| 2005 | Tarona Premios                             | El mejor videoclip del año.           | Qayda bor           | Ganador   |
| 2007 | "Star hit-parade" radio "Uzbegim taronasi» | Disco dorado                          | Qayda bor           | Ganador   |
| 2007 | Golden globe                               | Mejor canción de éxito del año.       | Baxt Qushi          | Ganador   |
| 2007 | 30 TV Premios                              | El mejor hit del año                  | Baxt Qushi          | Ganador   |
| 2007 | "Star hit-parade" radio "Uzbegim taronasi» | Disco dorado                          | Bilmadim            | Ganador   |
| 2009 | NTT Premios                                | El mejor grupo de presentación de NTT | Senga               | Ganador   |
| 2009 | "Star hit-parade" radio "Uzbegim taronasi» | Disco dorado                          | Senga               | Ganador   |
| 2009 | Premio Nota de Oro                         | La mejor canción del año.             | Bobo                | Ganador   |
| 2011 | "Star hit-parade" radio "Uzbegim taronasi» | Disco dorado                          | Qanday unutay       | Ganador   |
| 2011 | Premio Nota de Oro                         | Video del Año y Hit del Año.          | Qanday unutay       | Ganador   |
| 2011 | NTT Premios                                | El mejor grupo de presentación de NTT | Qanday unutay       | Ganador   |

- Año 2011  - Orden de la Amistad